# N-膦乙酰基-L-天冬氨酸
N-膦乙酰基-L-天冬氨酸（N-phosphonacetyl-L-aspartate，PALA）是天冬氨酸的类似物，它用作天冬氨酸转氨甲酰酶（ATCase）的竞争性抑制剂。X射线衍射显示，PALA的结合位点在一对C亚基的界面，组成活性中心的大多数残基属于1个亚基，但少数重要的残基属于相邻的亚基。